# Славиця (Великопольське воєводство)
Славиця (пол. Sławica, нім. Preußenfelde) — село в Польщі, у гміні Скоки Вонґровецького повіту Великопольського воєводства.
Населення — 181 особа (2011).
У 1975-1998 роках село належало до Познанського воєводства.

## Демографія
Демографічна структура станом на 31 березня 2011 року:
|          | Загалом | Допрацездатний вік | Працездатний вік | Постпрацездатний вік |
| -------- | ------- | ------------------ | ---------------- | -------------------- |
| Чоловіки | 88      | 14                 | 66               | 8                    |
| Жінки    | 93      | 21                 | 52               | 20                   |
| Разом    | 181     | 35                 | 118              | 28                   |